# اد استرال اوییشن
اد استرال اوییشن (به انگلیسی: Ad Astral Aviation) یک شرکت هواپیمایی با کد یاتا AT است که در تاریخ ۱۹۸۶ میلادی تأسیس شده‌است. دفتر مرکزی اد استرال اوییشن در فرودگاه پرث، استرالیا واقع شده‌است و قطب این شرکت هواپیمایی در فرودگاه پرث قرار دارد.